# Heroes: Origins
A Heroes: Origins (nem hivatalos magyar címe Hősök: Eredetek) egy amerikai televíziós sorozat lett volna az NBC csatornán, amely a Hősök spinoffja. A sorozat a kezdeti tervek szerint a Hősök második évada után, 2008 áprilisának végén debütált volna, de 2007. október 31-én az NBC bejelentette, hogy határozatlan időre felfüggeszti az előkészületeket.
A sorozat alkotója ugyanaz a Tim Kring, aki a Hősök világát teremtette meg. A tervek szerint 6 epizódban hat különböző különleges képességű ember történetét mutatta volna be, akik az anyasorozatban eddig nem tűntek fel.
A spinoff ötlete úgy született, hogy megpróbáltak megoldást találni a Hősök évadközi hat hetes szünetére, amely az első évadban a visszatérő öt epizód nézettségének csökkenéséhez vezetett.
Korábban úgy döntöttek, hogy a majdani hat epizód nem a Hősök második évadának szünetében, hanem a folyamatosan sugárzott 24 Hősök epizód után kerülne adásba, ezzel összesen 30 részesre bővítve a Hősök-univerzum második szezonját. Ugyanakkor a munkálatok későbbi felfüggesztése kétségessé tette, hogy a sorozat a Hősök második évadához társulhat.
2008-ban az NBC bejelentette, hogy a spinoffot nem kezdik el sugározni.

## Külső hivatkozások
- Az NBC hivatalos Hősök oldala
- A Heroes: Origins IMDb oldala Archiválva 2007. június 14-i dátummal a Wayback Machine-ben
- A sorozat a TV.com oldalain Archiválva 2008. november 18-i dátummal a Wayback Machine-ben